# Culladia strophaea
Culladia strophaea is een vlinder uit de familie van de grasmotten (Crambidae). De wetenschappelijke naam van de soort is voor het eerst geldig gepubliceerd in 1905 door Meyrick.
De soort is endemisch in Nieuw-Zeeland.